# Paul Monash
Paul Monash (* 14. Juni 1917 in Harlem, New York City; † 14. Januar 2003 in Los Angeles, Kalifornien)  war ein US-amerikanischer Drehbuchautor und Filmproduzent.

## Leben
Paul Monash wurde als Sohn der Stummfilmschauspielerin Rhoda Melrose in Harlem, New York geboren und wuchs später in der Bronx auf. Später erhielt er seinen Bachelor-Abschluss an der University of Wisconsin–Madison und seinen Master an der Columbia University. Als aufstrebender Schriftsteller schloss er sich später der United States Merchant Marine an und fuhr durchs Land. Er war auf der Suche nach dem richtigen Material, um die Great American Novel zu schreiben. Während des Zweiten Weltkriegs schrieb er für die United States Army und anschließend war er drei Jahre lang im Greenwich Village, um die richtige Geschichte zu finden. Es folgten weitere Jahre in Paris, wo er sich der Kunst hingab. Zwar fand er das richtige Material, aber nicht die richtigen Worte, sodass er seine veröffentlichten Roman How brave we live nicht als erfolgreich ansah.
Allerdings begann er für das Radio zu schreiben und konnte mit einem Drehbuch für die Fernsehserie Foreign Intrigue seinen Start in der Fernsehlandschaft feiern. Es folgten mehrere Drehbücher für weitere Serien und das Drehbuch zu dem Film Operation Manhunt , bevor er mit Filmen wie Extrablatt, Im Westen nichts Neues und Stalin größere Erfolge als Drehbuchautor schaffte. Parallel dazu war er auch als Filmproduzent tätig und produzierte Filme wie Zwei Banditen, Carrie – Des Satans jüngste Tochter und Big Trouble in Little China.
Im Jahr 2000 wurde er mit dem Laurel Award der Writers Guild of America für sein Lebenswerk ausgezeichnet. Er meinte dazu, dass er lediglich bedauert, nie den großen Roman geschrieben zu haben.

## Filmografie (Auswahl)
- 1952: Foreign Intrigue (Fernsehserie, fünf Episoden)
- 1957: Steig aus bei 43000 (Bailout at 43,000)
- 1954: Operation Manhunt
- 1958: Safeknacker Nr. 1 (The Safecracker)
- 1958: Strich durch die Rechnung (The Gun Runners)
- 1959: Al Capone kehrt zurück (The Scarface Mob)
- 1962: Gangsterschlacht (The Crimebusters)
- 1968: Die Todesfalle (Deadfall)
- 1969: Zwei Banditen (Butch Cassidy and the Sundance Kid)
- 1972: Schlachthof 5 (Slaughterhouse-Five)
- 1973: Die Freunde von Eddie Coyle (The Friends of Eddie Coyle)
- 1974: Extrablatt (The Front Page)
- 1976: Carrie – Des Satans jüngste Tochter (Carrie)
- 1979: Brennen muss Salem (Salem's Lot)
- 1979: Im Westen nichts Neues (All Quiet on the Western Front)
- 1981: Am Ende des Weges (The Day the Loving Stopped)
- 1984: V – Die außerirdischen Besucher kommen (V, Fernsehserie, eine Episode)
- 1986: Big Trouble in Little China
- 1992: Stalin
- 1993: Der Killer Kodex (Killer Rules)
- 1995: Kingfish (Kingfish: A Story of Huey P. Long)
- 1997: Wallace
- 1999: Carrie 2 – Die Rache (The Rage: Carrie 2)

## Werke
- 1950: How brave we live (Verlag: Charles Scribner’s Sons)

## Auszeichnungen (Auswahl)
Humanitas-Preis
- 1998: Auszeichnung in der Kategorie „PBS/Cable Category“ für George Wallace
- 1999: Nominierung in der Kategorie „60 Minute Category“ für Rescuers: Stories of Courage: Two Couples

Emmy
- 1958: Auszeichnung in der Kategorie „Best Teleplay Writing - Half Hour or Less“ für Schlitz Playhouse of Stars
- 1993: Nominierung in der Kategorie „Outstanding Individual Achievement in Writing in a Miniseries or a Special“ für Stalin

Edgar Allan Poe Award
- 1980: Nominierung in der Kategorie „Bester Fernsehfilm oder Miniserie“ für Brennen muss Salem